# Tinissa kidukaroka
Tinissa kidukaroka är en fjärilsart som beskrevs av Robinson 1976. Tinissa kidukaroka ingår i släktet Tinissa och familjen äkta malar.
Artens utbredningsområde är Sabah. Inga underarter finns listade i Catalogue of Life.